# Sophienstiftsplatz

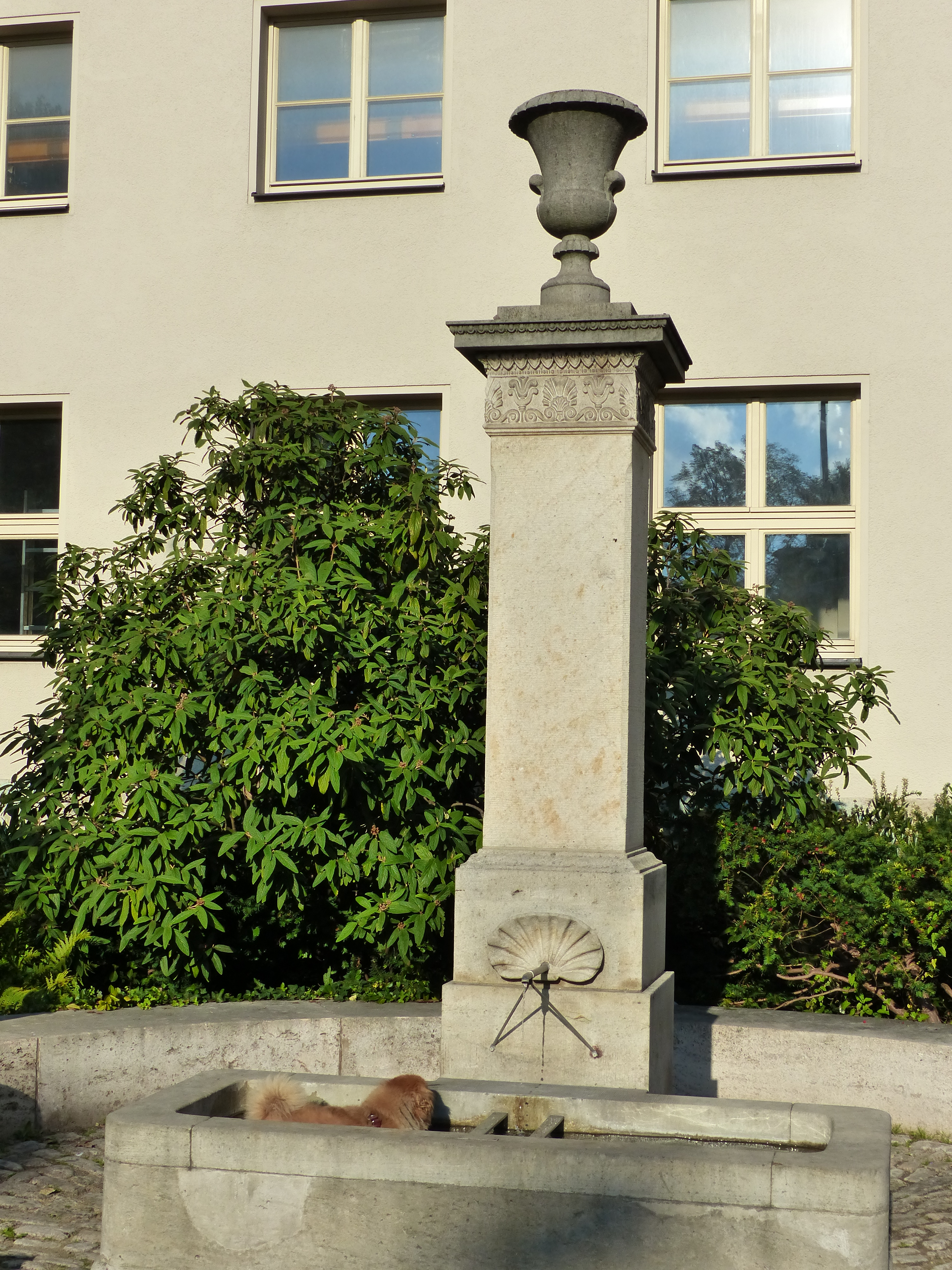
Theaterbrunnen am Deutschen Nationaltheater

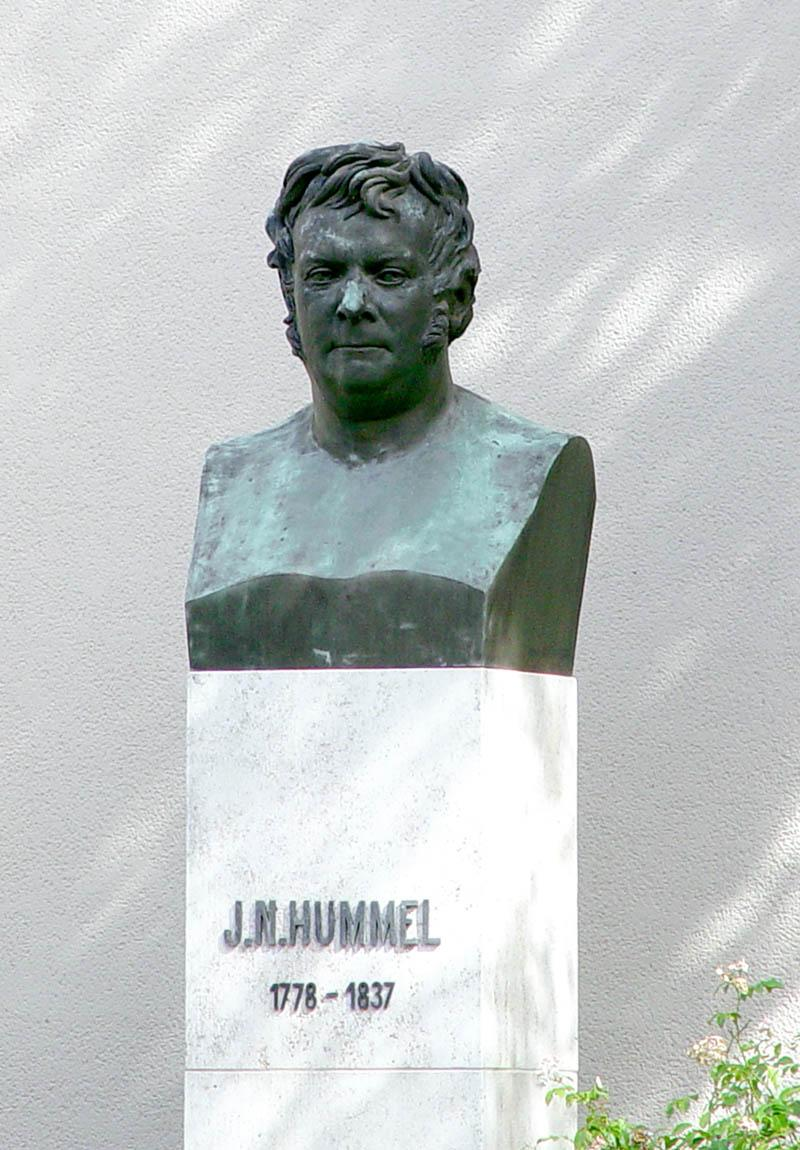
Die Hummel-Büste hinter dem Deutschen Nationaltheater Weimar

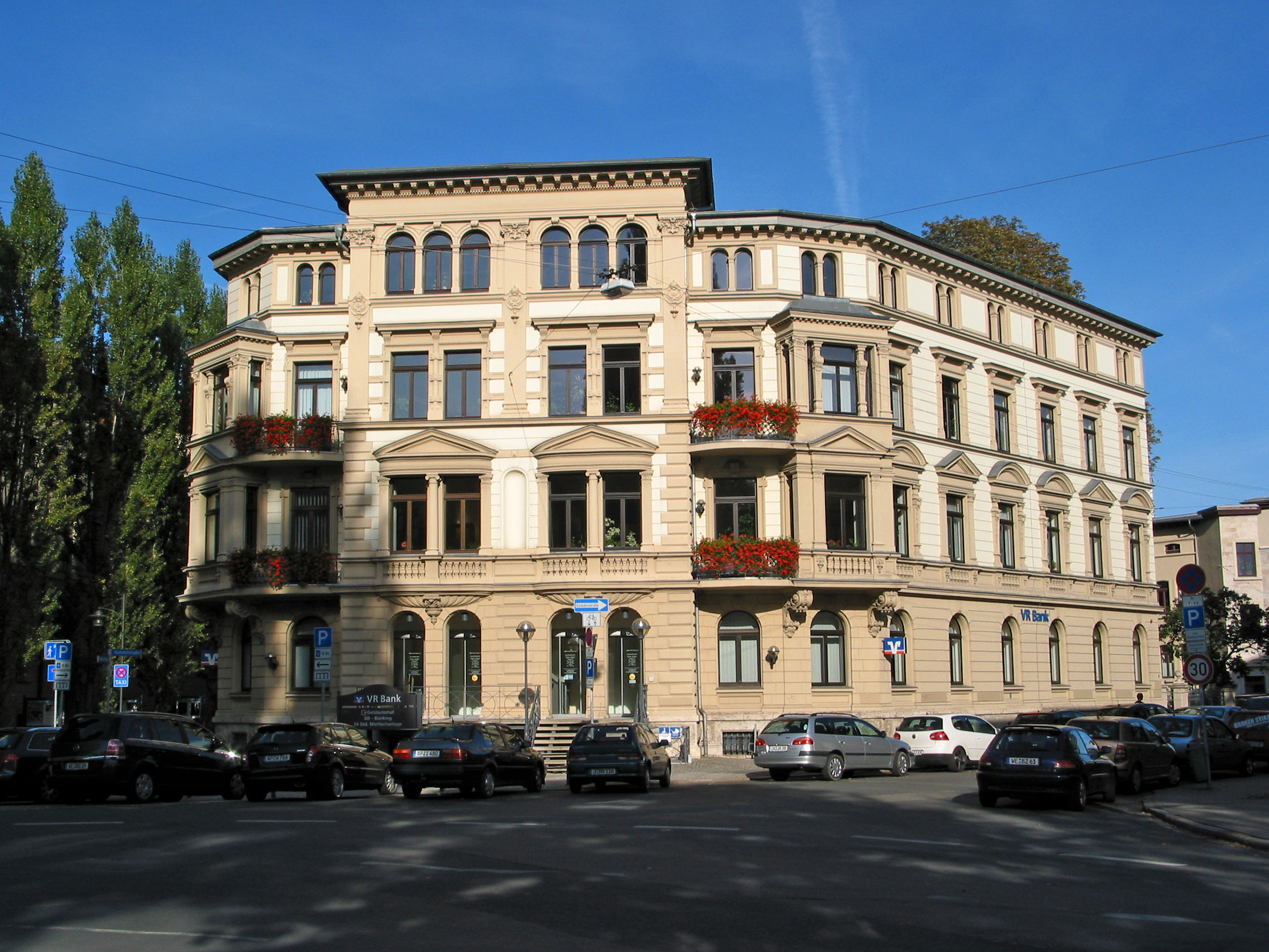
VR-Bank am Sophienstiftsplatz/Ecke Dingelstedtstraße 1

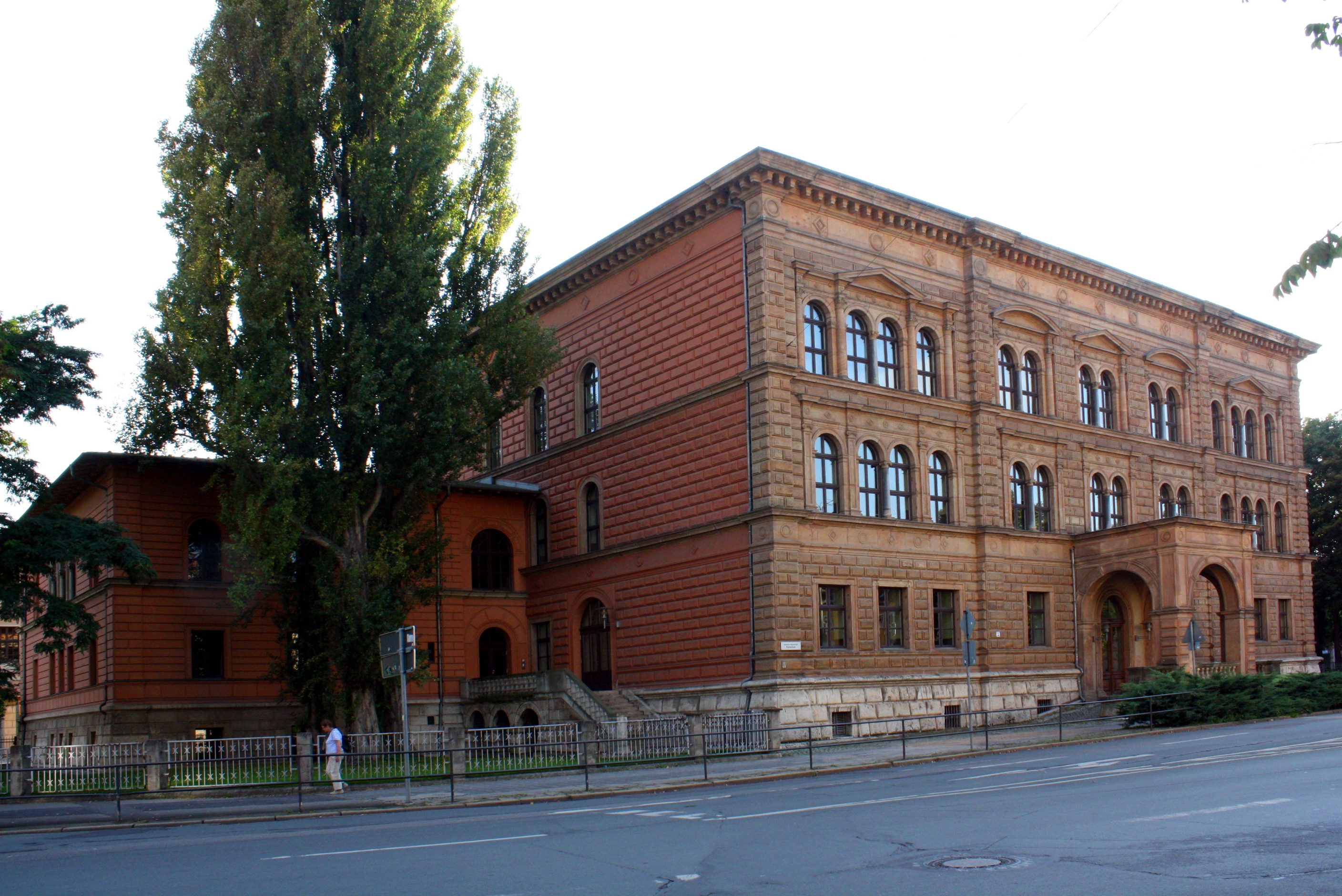
Parkschule

Der Sophienstiftsplatz ist ein Verkehrsplatz auf der Rückseite des Deutschen Nationaltheaters in Weimar, der zusammen mit der Heinrich Heine-Straße, der Gropiusstraße und der Erfurter Straße und damit der Bundesstraße 7 die innerstädtische Nord-Süd-Verbindung bildet. Seinen Namen hatte er von dem Sophienstift. Er liegt noch in der Westvorstadt.
Auf der Rückseite des Deutschen Nationaltheaters befindet sich der hierher versetzte Theaterbrunnen in Weimar und das Denkmal für Johann Nepomuk Hummel.
Ab 1874 wurden die Flussläufe des Lottenbachs, der im Bereich des Sophienstiftsplatzes ursprünglich das Wasser des Wilden Grabens aufgenommen hatte, verrohrt und über die Coudraystraße nach Norden in den Asbach geleitet. Für die Anlage des Platzes wurde 1875 die durch den Lottenbach angetriebene Federwischmühle abgebrochen, ebenso das von Anton Georg Hauptmann nach Plänen des Landbaumeisters Johann Gottfried Schlegel 1769/70 errichtete Arbeitshaus. Es war der erste bedeutende Bau Hauptmanns im herrschaftlichen Auftrag.
Der Schulbau wurde „im Jahre 1854 von weiland Ihrer Königlichen Hoheit der Frau Großherzogin Sophie als eine Familienstiftung des Großherzoglichen Hauses“ initiiert. Das Schulgebäude Sophienstiftsplatz 1, Parkschule Weimar ist ein 1878 von Bauinspektor Karl Vent errichteter Schulbau nach dem Vorbild eines Palazzo in Trient. Gestiftet wurde sie von der Großherzogin Großherzogin Sophie. Das Sophienstift war ursprünglich ein Mädchenlyzeum. Die Schule am Sophienstiftsplatz hieß vorher Johann-Peter-Eckermann-Schule Weimar. Der letzte Jahrgang verließ 2021 diese Schule, die mittlerweile am  Rathenauplatz ihren Sitz hat. Das heutige Gebäude des Sophien-Gymnasium (Weimar) befindet sich am Rathenauplatz. Im Jahre 1964 kam es zu einer verkehrsbedingten Neugestaltung des Sophienstiftsplatzes, indem in der Hoffmann-von-Fallersleben-Straße, die vorher in den Sophienstiftsplatz einmündete, ein Busbahnhof angelegt wurde. Dort wiederum befindet sich auch das von Clemens Wenzeslaus Coudray errichtete Torhaus an der Erfurter Straße. Zu den öffentlichen Gebäuden zählt auch ein Bankgebäude. Derzeit befindet sich der Sophienstiftsplatz in der Umgestaltung. In der in der Nähe befindlichen Hoffmann-von-Fallersleben-Straße befindet sich der Busbahnhof.
Der gesamte Sophienstiftsplatz steht auf der Liste der Kulturdenkmale in Weimar (Sachgesamtheiten und Ensembles).